# 雅巴 (電影)
雅巴是一部於1989年上映的布吉納法索劇情片，該電影的編劇和導演均為伊德沙·渥德拉戈。 该片獲得1989年東京國際電影節金奖。 該電影用莫雷語拍攝，講述的是一位被村民視為會帶來厄運的老妇人和一个小女孩、一个小男孩互動的故事。電影的名稱雅巴是小女孩和小男孩給老婦人起的外號。